# Avrohom Eliyahu Kaplan
Pour les articles homonymes, voir Kaplan.
Avrohom Eliyahu (Elya Kaplan, 1889-1924) est un rabbin orthodoxe lituanien. À l'âge de 30 ans, il devient le troisième directeur du Séminaire rabbinique Hildesheimer à Berlin, poste qu'il occupe de 1920 à 1924. Il meurt soudainement à l'âge de 34 ans, son père n'ayant vécu que 33 ans.

## Biographie
Avrohom Eliyahu Kaplan est né en 1890 en Lituanie,.